# Ајело Калабро
Ајело Калабро (итал. Aiello Calabro) је насеље у Италији у округу Козенца, региону Калабрија.
Према процени из 2011. у насељу је живело 724 становника. Насеље се налази на надморској висини од 470 м.

## Становништво
Према резултатима пописа становништва 2011. у општини је живело 1.907 становника.
| 1931. | 1936. | 1951. | 1961. | 1971. | 1981. | 1991. | 2001. | 2011. |
| ----- | ----- | ----- | ----- | ----- | ----- | ----- | ----- | ----- |
| 4.618 | 4.943 | 5.578 | 4.559 | 3.282 | 2.852 | 3.079 | 2.446 | 1.907 |